# Eccymatoge morphna
Eccymatoge morphna är en fjärilsart som beskrevs av Turner 1922. Eccymatoge morphna ingår i släktet Eccymatoge och familjen mätare. Inga underarter finns listade i Catalogue of Life.